# Ронкети куп
Ронкети куп (до 1996. године Куп Лилијане Ронкети) је било годишње европско такмичење у кошарци за жене које је организовала ФИБА између 1972. и 2002. године. То је било такмичење другог ранга одмах иза Европског купа за женске клубове шампионе које је касније преименовано у ФИБА Евролигу за жене. 
Ронкети куп је замењен Еврокупом за жене 2002. године, који се игра на истом принципу.
Овај куп је добио име по Лилијани Ронкети, италијанској кошаркашици која је преминула од рака,  једну годину пошто се повукла из кошарке. Освојила је четири узастопне титуле са кошаркашким клубом Комо током педесетих година. 

## Победници
| сезона               | победник              | финалиста              |
| Куп победника купова | Куп победника купова  | Куп победника купова   |
| -------------------- | --------------------- | ---------------------- |
| 1971./72.            | Спартак Лењинград     | Вождовац Београд       |
| 1972./73.            | Спартак Лењинград     | Славија Праг           |
| 1973./74.            | Спартак Лењинград     | Сесто Сан Ђовани       |
| Куп Лилијане Ронкети |                       |                        |
| 1974./75.            | Спартак Лењинград     | Левски-Спартак Софија  |
| 1975./76.            | Славија Праг          | Индустромонтажа Загреб |
| 1976./77.            | Спартак Москва        | Мињор Перник           |
| 1977./78.            | Левски Софија         | Слован Братислава      |
| 1978./79.            | Левски Софија         | Марица Пловдив         |
| 1979./80.            | Монтинг Загреб        | Марица Пловдив         |
| 1980./81.            | Спартак Москва        | Монтинг Загреб         |
| 1981./82.            | Спартак Москва        | Кравопољска Брно       |
| 1982./83.            | БШЕ Будимпешта        | Спартак Москва         |
| 1983./84.            | Бата Рим              | БШЕ Будимпешта         |
| 1984./85.            | ЦСКА Москва           | Бата Витербо           |
| 1985./86.            | Динамо Новосибирск    | БШЕ Будимпешта         |
| 1986./87.            | Даугава Рига          | Баскет Феминиле Милано |
| 1987./88.            | Динамо Кијев          | Баскет Дебора Милано   |
| 1988./89.            | ЦСКА Москва           | Баскет Феминиле Милано |
| 1989./90.            | Пирмиђи Парма         | Јединство Тузла        |
| 1990./91.            | Гемеаз Милано         | Комо Џерси             |
| 1991./92.            | Вићенца Естел         | Трогилос Приоло        |
| 1992./93.            | Лавецини Баскет Парма | Олимпија Познањ        |
| 1993./94.            | Ахена Ћезена          | Лавецини Баскет Парма  |
| 1994./95.            | Бурж Баскет           | Лавецини Баскет Парма  |
| 1995./96.            | Тарб Жесп Бигор       | Спорт Клуб Алкамо      |
| Ронкети куп          |                       |                        |
| 1996./97.            | ЦСКА Москва           | Лавецини Баскет Парма  |
| 1997./98.            | Гисев Ринга Шопрон    | АСПТТ                  |
| 1998./99.            | Каја Рурал Лас Палмас | Рамат Ашарон           |
| 1999./00.            | Лавецини Баскет Парма | Каја Рурал Лас Палмас  |
| 2000./01.            | Фамилија Скио         | Боташ Спор Клуб Адана  |
| 2001./02.            | Фамилија Скио         | Тарб Жесп Бигор        |